# Горджес, Фердинандо
Сэр Фердинандо Горджес (англ. Ferdinando Gorges; 1565—1647) — «отец английской колонизации Северной Америки», английский колониальный деятель, основатель провинции Мэн в 1622 году, хотя сам он никогда не был в Новом Свете.

## Деятельность по колонизации Мэна

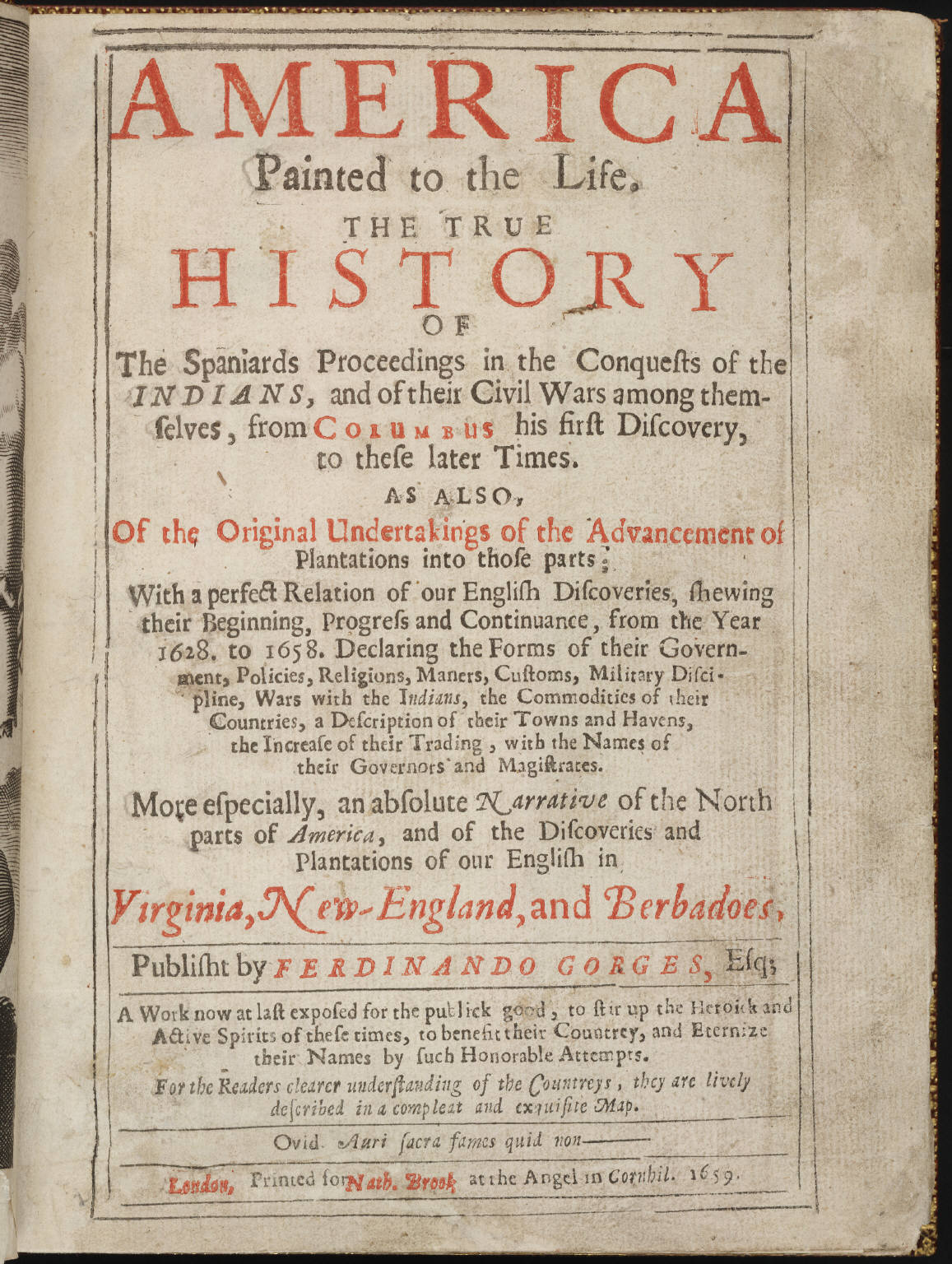
America Painted to the Life, Лондон, 1659 — книга внука Ф. Горджеса

Интерес Ф. Горджеса к колонизации был вызван капитаном Д. Уэймутом, подарившем ему трёх пленных индейцев.
В 1605 году он спонсировал экспедицию Уэймута на реку Кеннебек — в настоящее время побережье штата Мэн США.
В 1607 году, как держатель акций колониальной Плимутской компании, он участвовал деньгами в создании колонии Поупхэм.
В 1622 году Ф. Горджес получил (отдельно от Джона Мэйсона) от Плимутского совета по делам Новой Англии право на территорию для создания провинции Мэн.
В 1629 он и Мэйсон разделили колонию, и часть южнее реки Пискатаква стала провинцией Нью-Гэмпшир.
Младший сын Горджеса — Роберт Горджес был в период с 1623 по 1624 годы генерал-губернатором провинции Мэн.
Английский исследователь побережья Новой Англии Кристофер Ливетт был агентом Горджеса. Попытка Ливетта основать колонию Йорк в Мэне полностью провалилась, он погиб на борту судна, возвращавшегося в Англию после встречи в Колонии Массачусетского залива с губернатором Д. Уинтропом.
В 1641 году Томас Горджес — кузен Ф. Горджеса, действуя как его представитель и агент, предоставил право заселить территорию английским переселенцам из города Эксетер (Нью-Гэмпшир), так к 1653 году возник город Уэлс.
Ф. Горджес умер в 1647 году.

## Последствия
Его старший сын унаследовал провинцию Мэн, а его внук — тоже по имени Фердинандо, в 1677 году за 1250 фунтов продал права на колонию Мэн Массачусетсу.
В 1820 году провинция Мэн приобрела независимость, став штатом Мэн.

## Память
В честь Ф. Горджеса был назван Форт Горджес — форт, построенный в 1808 году в бухте Каско залива Мэн.